# Огнево (Вологодская область)
Огнево — деревня в Междуреченском районе Вологодской области.
Входит в состав Ботановского сельского поселения, с точки зрения административно-территориального деления — в Ботановский сельсовет.
Расстояние по автодороге до районного центра Шуйского — 39 км, до центра муниципального образования Игумницева — 7 км. Ближайшие населённые пункты — Ершово, Сватилово, Марково.
По переписи 2002 года население — 15 человек.